# Rasa del Clot de Puiggalí
La Rasa del Clot de Puiggalí és un afluent per la dreta de la Ribera del Llissó (conca del Cardener), al Solsonès que fa tot el seu curs pel terme municipal d'Olius.

## Xarxa hidrogràfica
La xarxa hidrogràfica de la Rasa del Clot de Puiggalí està integrada per 4 cursos fluvials que sumen una longitud total de 3.436 m.

### Distribució per termes municipals
La conca de la rasa pertany íntegrament al terme municipal d'Olius.